# Nikki Griffin

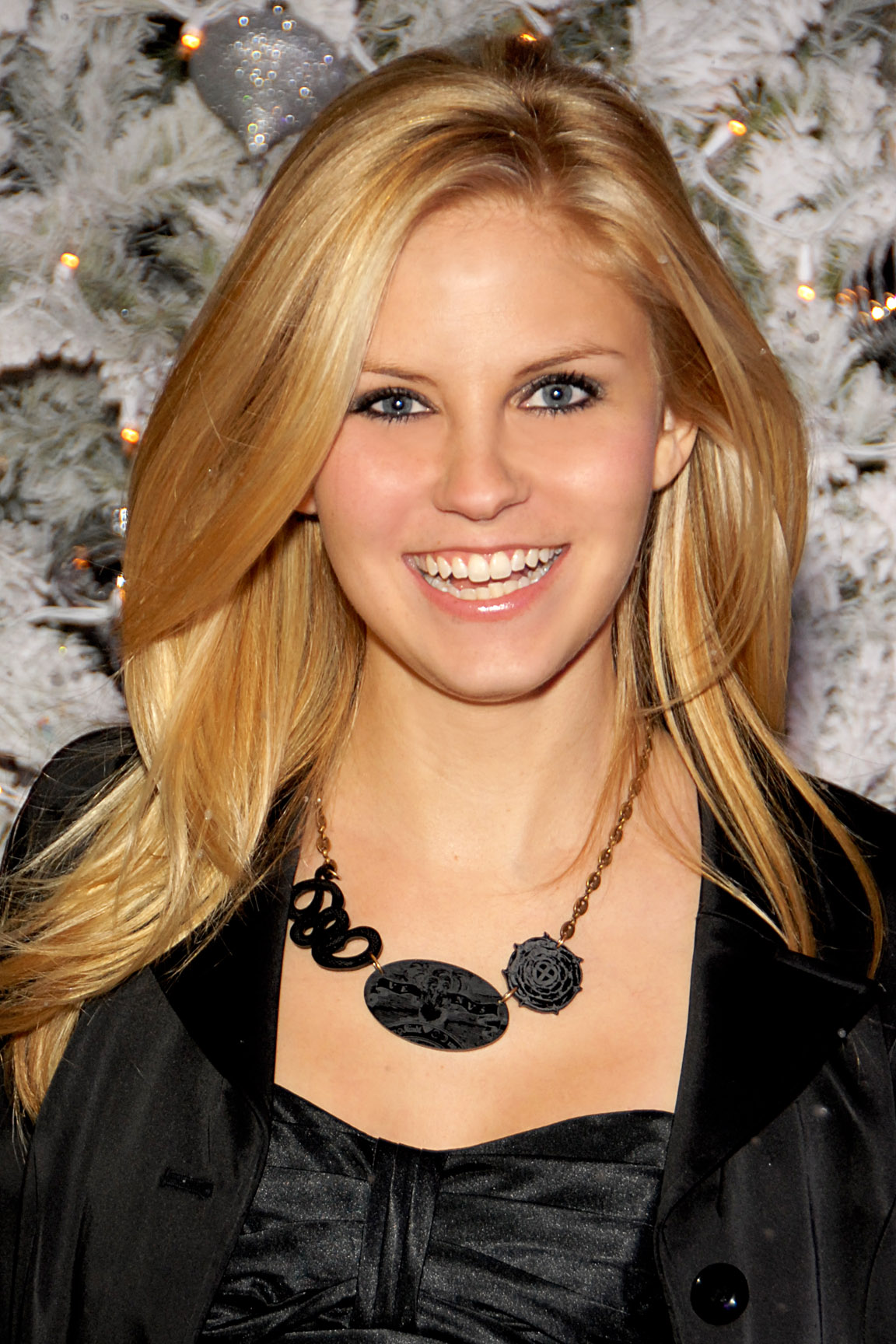
Nikki Griffin (2009)

Nikki Griffin (* 16. April 1978 in Vicksburg, Mississippi als Jeanne Nicole Griffin) ist eine US-amerikanische Schauspielerin.

## Leben
Griffin verbrachte einen Teil ihrer Kindheit in Deutschland und besuchte später die New Hanover High School in Wilmington (North Carolina), wo sie durch ihren Lehrer Marc Matney, einen US-Synchronsprecher, mit der Filmwelt in Berührung kam. Nach ihrem Abschluss zog sie nach Los Angeles, Kalifornien und übernahm zunächst kleinere Rollen in Fernsehserien und -filmen.
Von 2005 bis 2006 spielte Griffin in der Fernsehserie O.C., California die Rolle der kokainabhängigen Partygängerin Jess Sathers, was sie einem breiten Publikum bekannt machte. Im Kinofilm Ein Duke kommt selten allein (2005) spielt sie die schöne Katie Johnson aus Louisiana, für die sich Bo und Luke Duke interessieren. Sie hatte 2006 im Film The Fast and the Furious: Tokyo Drift eine kleine Rolle als Clays Freundin Cindy.
Seit 2013 arbeitet sie als freie Autorin für das geek Magazine.

## Filmografie (Auswahl)
- 1999: Dawson’s Creek (Fernsehserie, eine Folge)
- 2000: Darktales
- 2001: Summer Catch
- 2004: Dr. Vegas (Fernsehserie, eine Folge)
- 2004: Jack & Bobby (Fernsehserie, eine Folge)
- 2004–2009: Schatten der Leidenschaft (The Young and the Restless, Fernsehserie, 4 Folgen)
- 2005: Ein Duke kommt selten allein (The Dukes of Hazzard)
- 2005: Eyes (Fernsehserie, eine Folge)
- 2005: Wild Things 3 (Wild Things: Diamonds in the Rough)
- 2005–2006: O.C., California (The O.C., Fernsehserie, 7 Folgen)
- 2006: The Fast and the Furious: Tokyo Drift
- 2006: Secrets of a Small Town (Fernsehserie, eine Folge)
- 2006: Monster Night
- 2007: How I Met Your Mother (Fernsehserie, eine Folge)
- 2007: Bar Starz
- 2008: CSI: NY (Fernsehserie, eine Folge)
- 2008: Last Meal
- 2009: The Tribe – Die vergessene Brut (The Tribe)
- 2009: Why Men Go Gay in L.A.
- 2009: H2O Extreme
- 2009: Entourage (Fernsehserie, eine Folge)
- 2009: Im tiefen Tal der Superbabes (Deep in the Valley)
- 2010: The Penthouse
- 2012: Under the Bed – Es lauert im Dunkeln (Under the Bed)
- 2015: Average Bloke
- 2018: Can’t Have You